# Torfowisko Serafin
Torfowisko Serafin este o arie protejată (sit de importanță comunitară — SCI) din Polonia întinsă pe o suprafață de 369,44 ha, integral pe uscat.

## Localizare
Centrul sitului Torfowisko Serafin este situat la coordonatele 53°22′09″N 21°37′17″E / 53.3693°N 21.6214°E.

## Înființare
Situl Torfowisko Serafin a fost declarat sit de importanță comunitară în ianuarie 2021 pentru a proteja 2 specii de plante și 1 specie de animale.

## Biodiversitate
Situată în ecoregiunea continentală, aria protejată conține 2 habitate naturale: Mlaștini turboase de tranziție și turbării mișcătoare, Mlaștini alcaline.
La baza desemnării sitului se află mai multe specii protejate:
- plante (2): Hamatocaulis vernicosus, moșișoare (Liparis loeselii)
- mamifere (1): castor (Castor fiber)